# Pilar Marcos Domínguez
Pilar Marcos Domínguez (Madrid, 22 de maig de 1962) és una política espanyola, diputada per Madrid al Congrés durant les X i XII legislatures.

## Biografia
Va estudiar a la Universitat Autònoma de Madrid, on es va llicenciar en Ciències Econòmiques i va obtenir un màster en Periodisme. A més, és diplomada pel IESE Business School. Entre 1985 i 1987 va exercir com a professora ajudant de Teoria Econòmica a la Universitat d'Alcalá d'Henares. En 1988 va accedir al diari El País, on va treballar com a periodista fins a 2006. Des d'aquest any i fins a 2012 va ocupar el càrrec de Directora de Publicacions de la Fundació per a l'Anàlisi i els Estudis Socials (FAES) i en 2012 va ser Coordinadora General d'Estudis de la Ciutat de Madrid.
Va ser candidata en la llista del Partit Popular per Madrid amb motiu de les eleccions generals de novembre de 2011 però el seu vintè cinquena posició no li va permetre entrar al Congrés dels Diputats. No obstant això, la renúncia de Santiago Cervera al desembre de 2012 va provocar la seva entrada al Congrés.
Va formar part novament de les llistes per a les eleccions de desembre de 2015 però a causa dels resultats no va ser reelegida. Després de les eleccions de 2016 no va obtenir escó però la dimissió de Carmen Álvarez-Arenas el 18 de setembre de 2017 li va permetre tornar a entrar al Congrés dels Diputats.